# Kościół Zbawiciela w Katowicach-Szopienicach
Kościół Zbawiciela w Katowicach-Szopienicach – kościół parafialny parafii Ewangelicko-Augsburskiej w Katowicach-Szopienicach. Zbudowany w latach 1899–1901 w stylu neogotyckim. Znajduje się on przy ulicy ks. bpa H. Bednorza w Katowicach, na terenie dzielnicy Szopienice-Burowiec.
Jest to jedna z dwóch świątyń ewangelicko-augsburskich na terenie Katowic.

## Historia

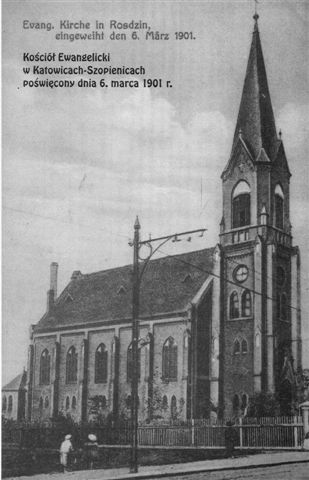
Kościół Zbawiciela na widokówce wydanej około 1905 roku

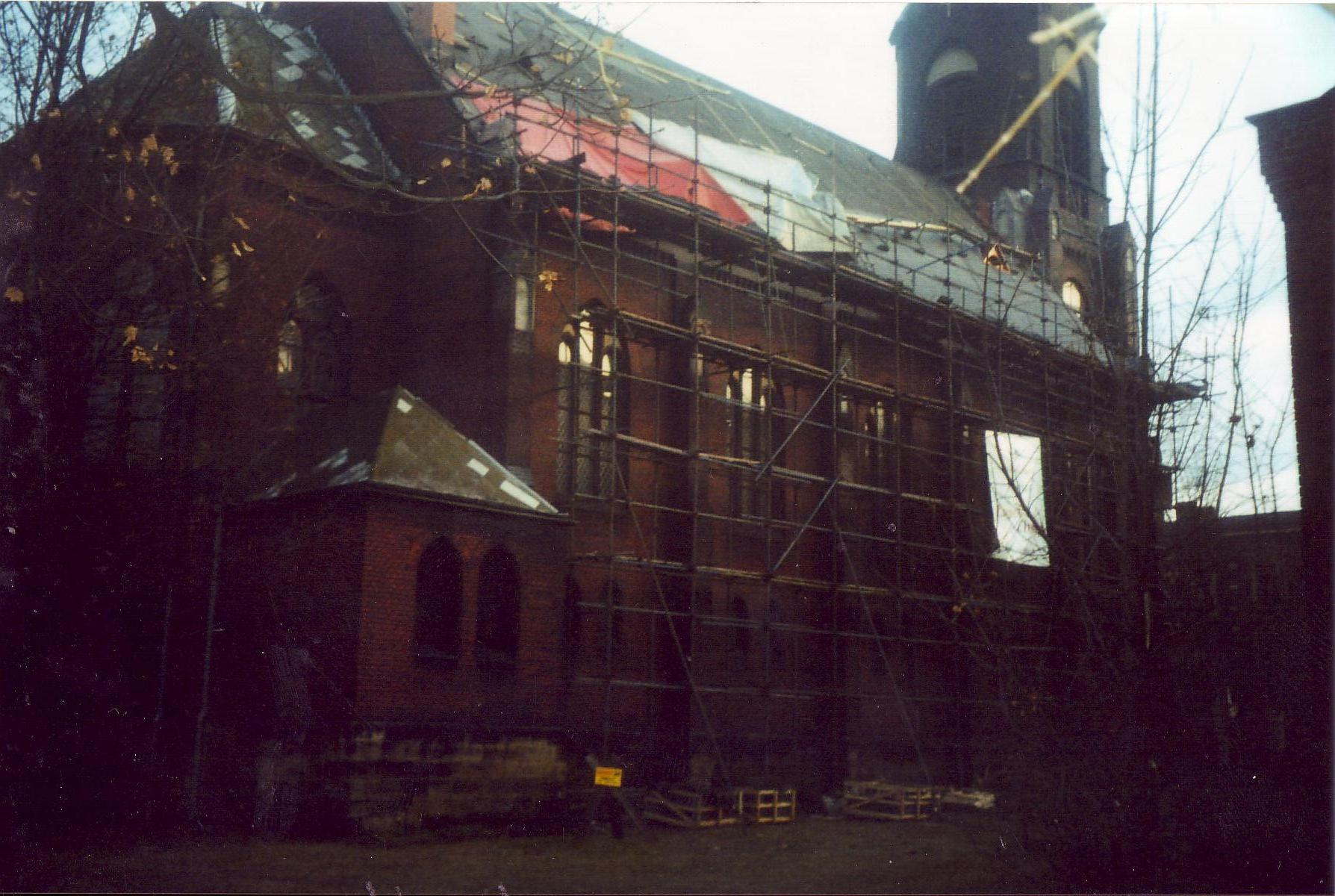
Naprawa części dachu kościoła Zbawiciela około 2007 roku

Rozwój przemysłu górniczo-hutniczego spowodował napływ nowych mieszkańców do Roździenia, Szopienic oraz do okolicznych osad, w tym również ewangelików. W 1894 roku został nieodpłatnie przekazany plac pod budowę kościoła przez hrabiego Tiele-Winklera – właściciela Katowic i licznych sąsiednich posiadłości. Plac ten, położony na terenie skweru Walentego Roździeńskiego (pomiędzy ulicami ks. bp. H. Bednorza a Obrońców Westerplatte), został sprawdzony przez fachowca pod względem zagrożenia szkodami górniczymi, co spowodowało jego zamianę w 1895 roku na inny, mniej dotknięty skutkami wydobycia węgla teren pod Roździeniem. Nowa parcela o powierzchni 2 612 m² mieściła się koło apteki Graefe'go i domu lekarza dr. Stauba. W 1897 roku przeszła na własność parafii ewangelickiej w Mysłowicach. 
Z początkiem 1898 roku ewangeliccy mieszkańcy Szopienic i Roździenia postanowili wybudować własny kościół. Organizatorem budowy kościoła został Ernst Prittwitz und Gaffron – pochodzący z Oławy urzędnik hutniczy. Stał on na czele Komitetu Budowy Kościoła, który formalnie rozpoczął swoją działalność w 1898 roku i miał doprowadzić do powstania świątyni w Roździeniu. Zabiegał w wielu instytucjach o środki na budowę, w tym do spółki Georg von Giesches Erben. Koszt budowy świątyni określono wstępnie na 60 tysięcy marek. 
13 marca 1899 roku wbito pierwszą łopatę pod budowę kościoła, natomiast 25 kwietnia 1899 roku kamień węgielny pod budowę świątyni poświęcił zwierzchnik śląskiego Kościoła ewangelickiego, generalny superintendent ks. Erdmann z Wrocławia. Do końca marca 1900 roku kościół był już gotowy w stanie surowym, a od 1 kwietnia zaczęto wykańczać kościół od wewnątrz. Budowę zakończono w styczniu 1901 roku. Budowniczym kościoła był mistrz murarski z Roździenia Hermann Ritschel. 
Dnia 6 marca 1901 roku, poświęcenia wybudowanej świątyni dokonał generalny superintendent ks. Weigelt z Wrocławia. W 1905 roku świątynia stała się oficjalnym filialnym kościołem parafii w Mysłowicach. Ostatecznie odłączenie filiału od macierzystej parafii w Mysłowicach nastąpiło w 1910 roku, gdy utworzono samodzielną parafię w Roździeniu.
Podczas II wojny światowej w kościele stacjonowali przez jakiś czas uchodźcy. Po wojnie budynek znajdował się w opłakanym stanie. Kościół został bardzo mocno zanieczyszczony, przewody elektryczne zostały podniszczone i powyrywane, część witraży została wybita. W 1945 roku kościół przez pół roku był nieczynny, a w 1948 roku otrzymał stałego administratora. Po wojnie kościół trzykrotnie był gospodarzem diecezjalnego zjazdu chórów – w 1964, 1975 i 2005 roku. W 1987 roku parafianie wspólnym wysiłkiem dokonali zmiany wnętrza kościoła. Wszystkie ściany zostały pomalowane na biało, a ławki, ołtarz, ambona i chór zostały pomalowane ciemnobrązową farbą.
W Święto Zesłania Ducha Świętego – 3 czerwca 2001 roku w kościele odbyło się uroczyste nabożeństwo z okazji 100-lecia świątyni. W uroczystościach jubileuszowych udział wzięli m.in. bp Janusz Jagucki, który wygłosił kazanie, bp Rudolf Pastucha, bp Tadeusz Szurman (proboszcz sąsiedniej parafii ewangelickiej w Katowicach-Śródmieściu), księża diecezji katowickiej i diecezji cieszyńskiej, goście ekumeniczni i władze miasta Katowice. 30 grudnia 2002 roku kościół został wpisany do rejestru zabytków województwa śląskiego pod numerem rejestru A/76/02. 9 września 2007 roku w kościele odbyło się uroczyste nabożeństwo, z okazji jubileuszu 50-lecia Ordynacji – ks. Karola Baumana (byłego proboszcza) oraz 15-lecie Ordynacji – ks. Adama Maliny (obecnego proboszcza) i ks. Henryka Reske. 

## Architektura

### Architektura zewnętrzna

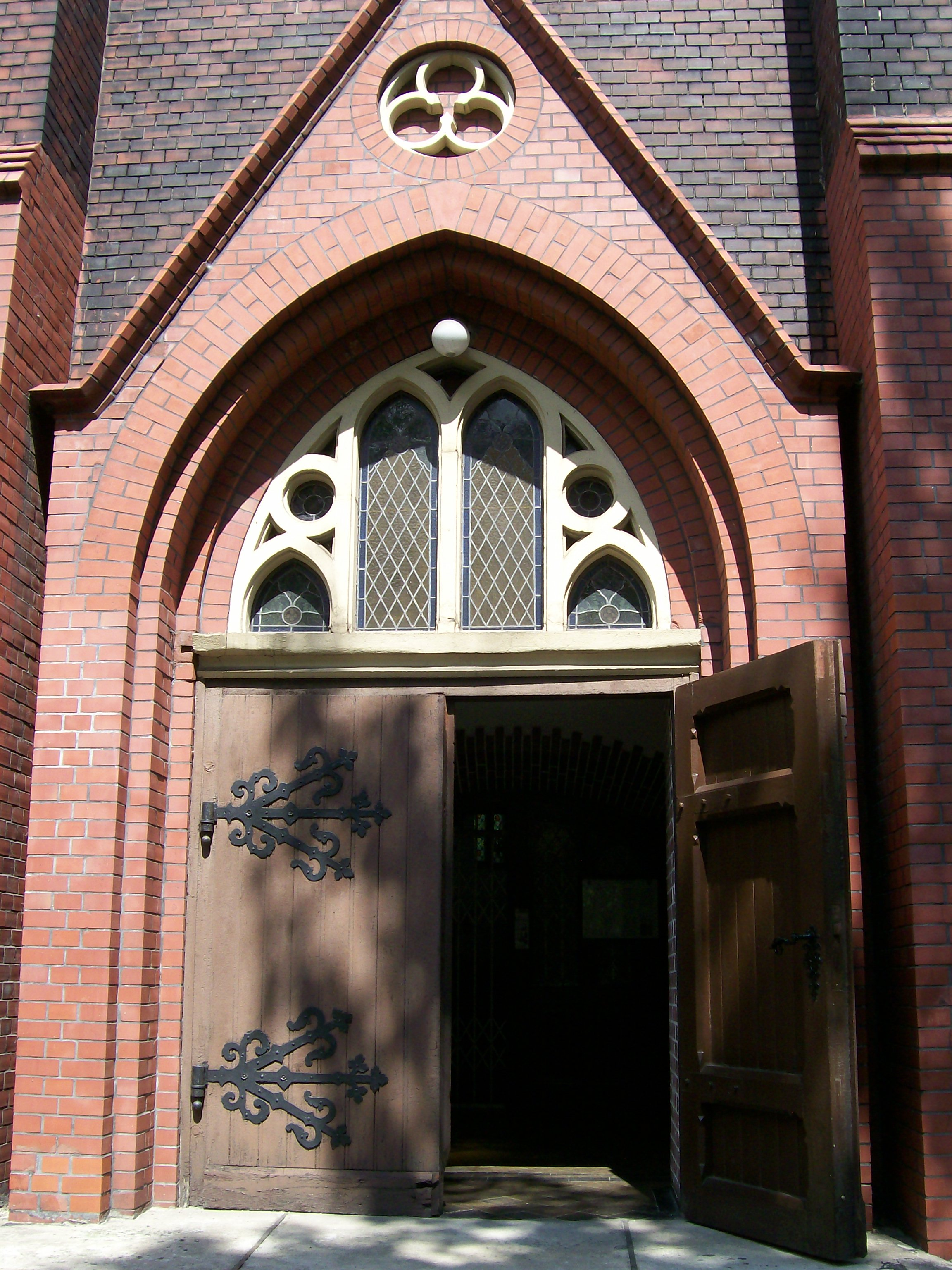
Wejście do kościoła (2010)

Kościół Zbawiciela to obiekt murowany z cegły klinkierowej, na fundamencie z piaskowca twardego, nietynkowany, wzniesiony na rzucie prostokąta z pięciobocznym prezbiterium z apsydą, zakrystiami po obydwu stronach prezbiterium oraz trójkondygnacyjną wieżą wysoką na 42 m. Kościół kryty jest dachem dwuspadowym pokrytym łupkiem, wieża przykryta iglicą (pierwotnie na wieży znajdował się łupek), zakrystia północna dachem czterospadowym, zakrystia południowa wielospadowym. Długość świątyni wynosi 35 m, szerokość 16,5 m, powierzchnia użytkowa 360 m², a kubatura 5 400 m³.
Kościół architektonicznie prezentuje cechy stylu neogotyckiego. Do jego wnętrza prowadzi znajdujący się na frontowej, południowej fasadzie ostrołukowy portal z drzwiami deskowo-spągowymi z ozdobnymi zawiasami krzyżowymi, wpisany między szkarpy. Znajdują się one w kruchcie wysuniętej przed masyw wieży, w szczycie której umieszczone jest okrągłe okienko z maswerkiem, a wyżej sterczyna. 
Elewacje boczne, zachodnia i wschodnia, są pięcioosiowe, z rytmem szkarp, gzymsem profilowanym i fryzem arkadowym. Na osiach w pasie przyziemia znajdują się sparowane małe okienka ostrołukowe, a powyżej duże ostrołukowe okna z laskowaniem, wypełnione witrażami. Boczne wejścia od strony wschodniej obudowane są niewielką kruchtą. 
Ściany apsydy są oszkarpowane, z gzymsem profilowanym podokapowym i fryzem arkadowym. Posiadają okna ostrołukowe wypełnione witrażami.

### Architektura wnętrz i wyposażenie

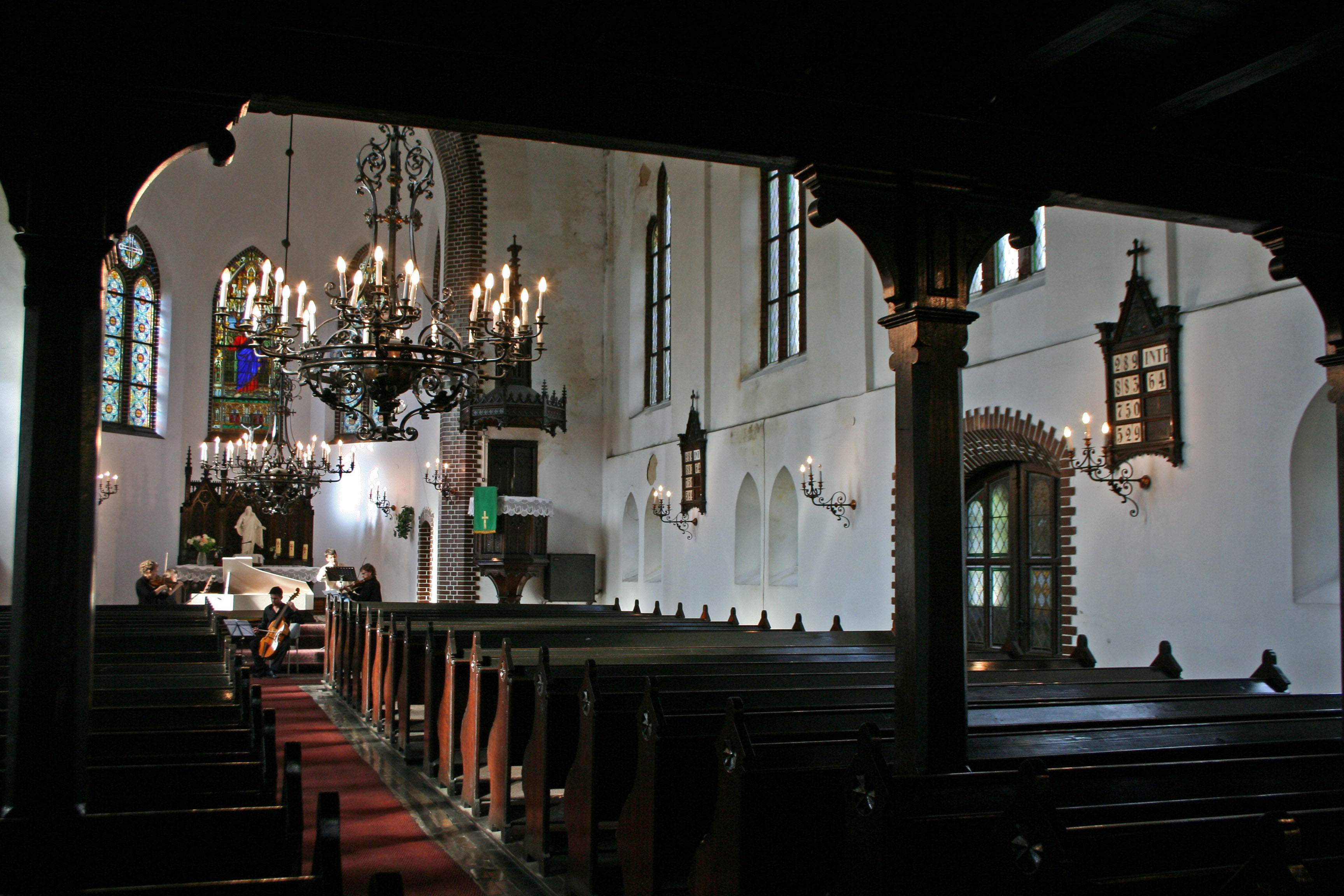
Wnętrze kościoła (2010)

Wnętrze kościoła jest jednonawowe, halowe z prostokątną, jednoprzestrzenną nawą i prezbiterium. Nawa o szerokości 13 m nie posiada sklepienia (widoczna jest konstrukcja dachu), prezbiterium zamknięte jest sklepieniem kryształowym, a ściana pomiędzy nimi zamknięta jest ostrołukowo z klinkierową profilowaną opaską. Wnętrza pozbawione są polichromii i malowane są na biało.  
Neogotycki drewniany ołtarz z końca XIX wieku ofiarowany został przez cesarzową Augustę Wiktorię. Widnieje na nim napis w języku niemieckim z Biblii: DAS BLUT JESU CHRISTI DES SOHNES GOTTES MACHT UNS REIN VON ALLER SÜNDE 1. Joh. 1,7 (pol. Krew Jezusa Chrystusa, Syna Jego, oczyszcza nas od wszelkiego grzechu 1. Jan 1,7). Za nim znajduje się witraż figuralny mieszczący się w centralnej części apsydy, przedstawiający Chrystusa Króla.
W przedniej części nawy, z prawej strony mieści się rzeźbiona ambona. Prowadzą do niej schody, na które wchodzi się od zakrystii. Jest ona wykonana z drewna, z dużą ilością motywów roślinnych. Pod kopułą znajduje się rzeźba gołębicy symbolizująca Ducha Świętego. Na ambonie widnieje także cytat w języku niemieckim z Biblii: SELIG SIND, DIE GOTTES WORT HÖREN UND BEWAHREN. L. 11. 28. (pol. Błogosławieni są ci, którzy słuchają Słowa Bożego i strzegą go. Łk. 11. 28.).
Na wysokości ambony, po lewej stronie prezbiterium umieszczona jest neogotycka chrzcielnica z gipsu z 1907 roku przedstawiająca klęczącego anioła. W zakrystii po prawej stronie prezbiterium umieszczona jest rzeźba Chrystusa. Ponadto zachowały się ławki z okresu budowy kościoła, cztery neogotyckie tablice na numery pieśni, dwa duże żyrandole (żyrandole i krzyż na wieży wykonał w darze mistrz blacharski z Szopienic – Julius Vogel) oraz klinkiety.
W przedsionku kościoła znajduje się epitafium, na którym wypisane są imiona, nazwiska, oraz daty śmierci parafian, którzy zginęli podczas I wojny światowej. Inskrypcję są napisane w języku niemieckim, a w latach 90. XX wieku dodano polski opis wyjaśniający treść tablicy.

Elementy wystroju wnętrza kościoła Zbawiciela
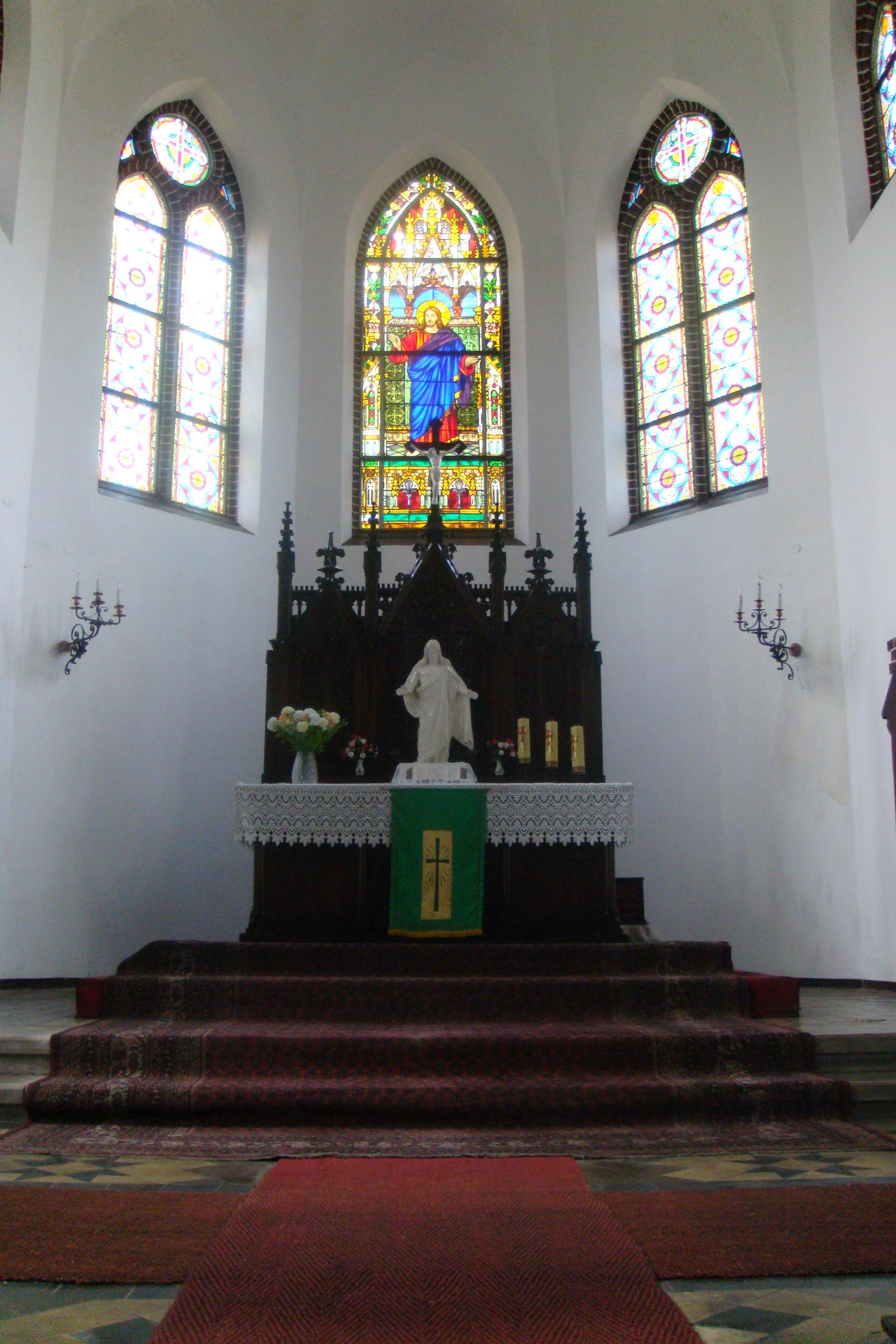
Ołtarz główny; za nim witraż z wizerunkiem Chrystusa Króla
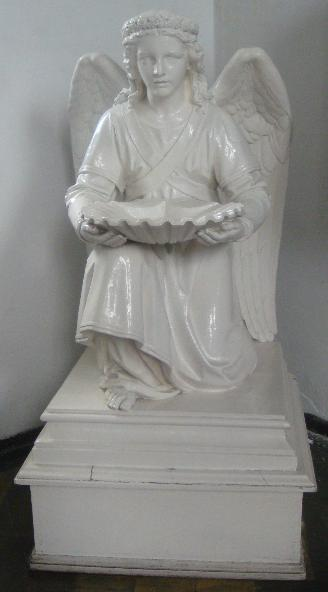
Chrzcielnica przedstawiająca klęczącego anioła
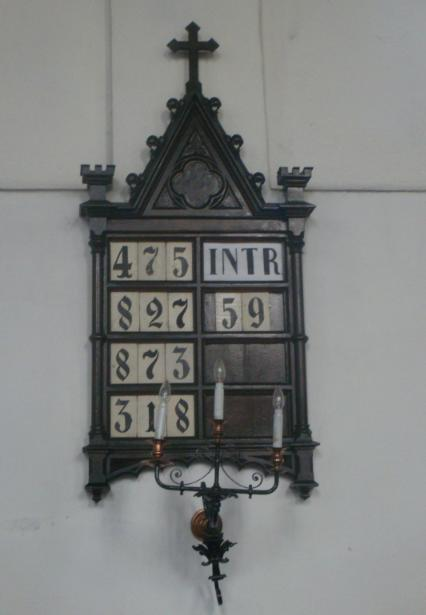
Tablica na numery pieśni; poniżej kinkiet
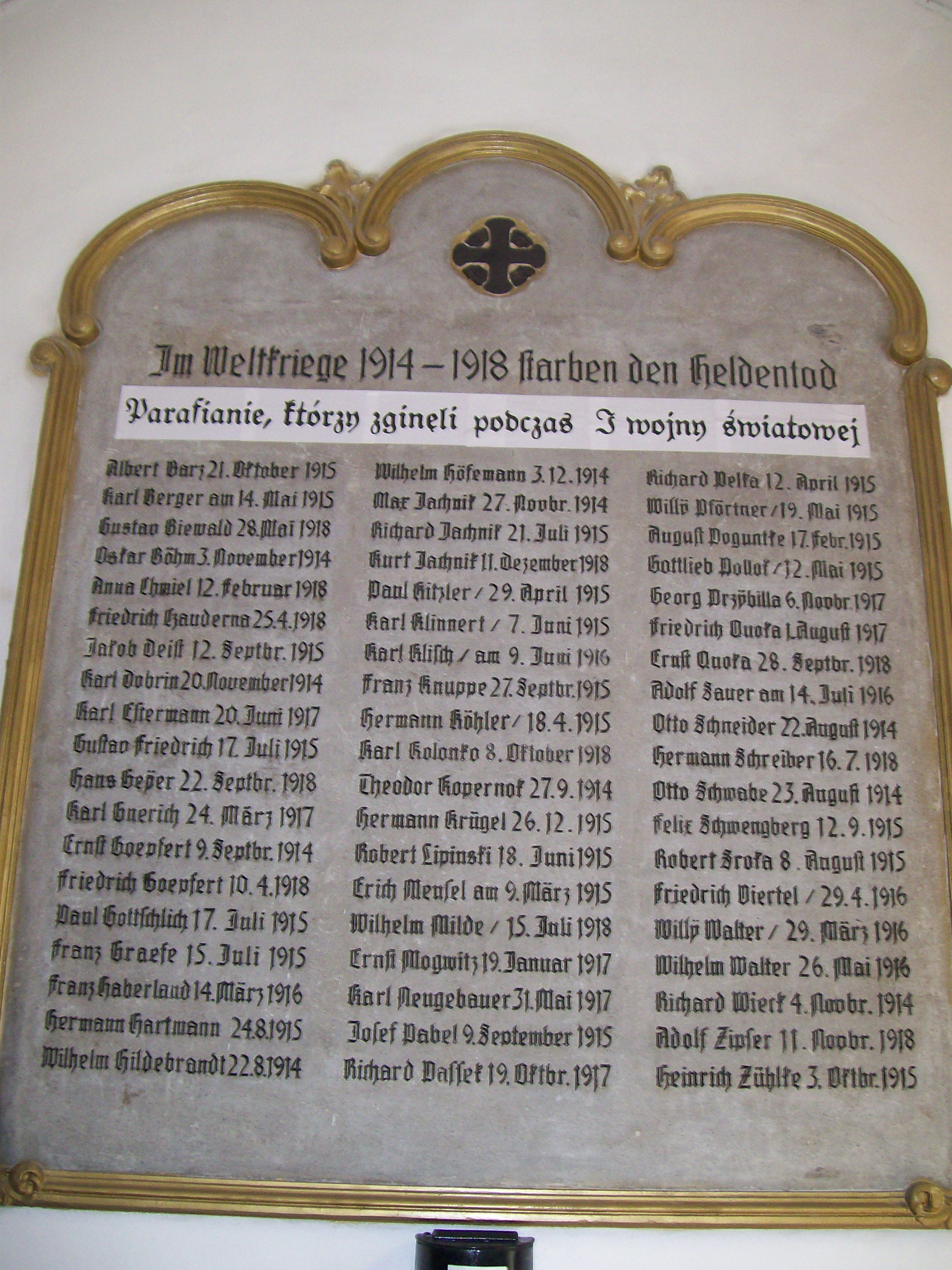
Epitafium w przedsionku kościoła Zbawiciela

Organy zbudowane zostały przez Heinricha Schlaga ze Świdnicy. Zostały ofiarowane w darze przez hrabiego Huberta von Thiele-Wincklera. Instrument posiada 18 głosów, 2 manuały i pedał. Umieszczony jest na chórze muzycznym, wspartym na czterech drewnianych kolumnach. Wejście do niego znajduje się od strony zewnętrznej kościoła, w bocznym wejściu.
| Manuał I          | Manuał II         | Pedał           |
| ----------------- | ----------------- | --------------- |
| 1. Bordun 16.     | 1. G.Principl. 8. | 1. Violon 16.   |
| 2. Principal 8.   | 2. Salicional 8.  | 2. Subbass 16.  |
| 3. Hohlflöte 8.   | 3. Flöte 8.       | 3. Cello 8      |
| 4. Gambe 8.       | 4. Fl. dolce 8.   | 4. Octavbass 8. |
| 5. Octave 4.      | 5. G.Principl. 4. |                 |
| 6. Fl. amabile 4. | 6. Fl. travers 4. |                 |
| 7. Quarte 2 fach. |                   |                 |
| 8. Mixtur 4 fach. |                   |                 |

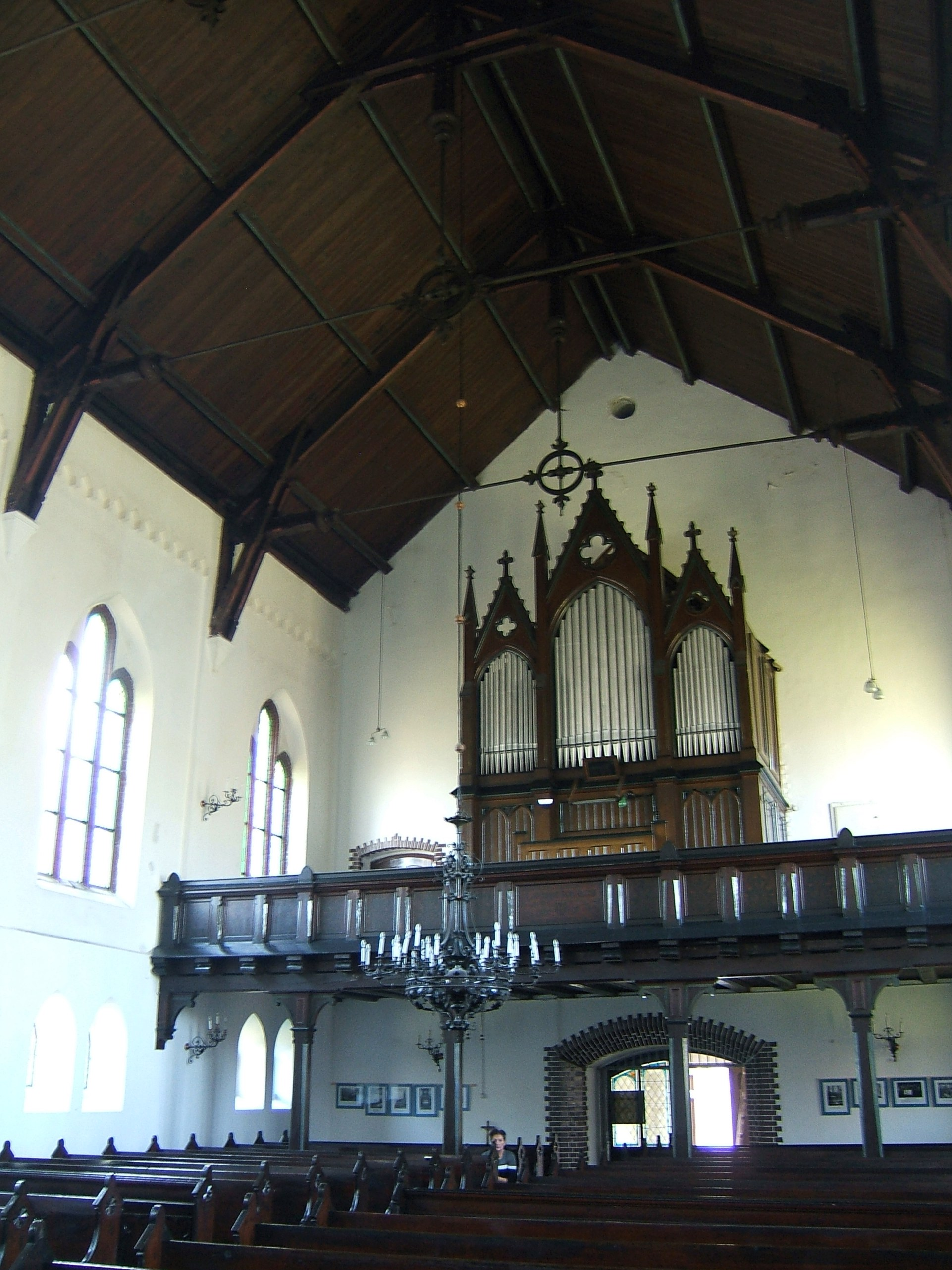
Widok na prospekt organowy

Na wieży kościoła znajdują się trzy dzwony stalowe: duży, używany na specjalne okazje, z napisem: Jesus Christus gestern und heute und derselbe auch in ewigkeit Hbr. 13,8 (pol. Jezus Chrystus wczoraj i dziś, ten sam i na wieki Hbr. 13,8); średni, nieużywany (3 października 2010 roku wypadło z niego serce); mały, używany w każde nabożeństwo.

## Otoczenie
Kościół Zbawiciela położony jest przy ulicy ks. bp. H. Bednorza w Katowicach, na terenie dzielnicy Szopienice-Burowiec. Nie jest orientowany – wejście znajduje się od strony południowej, a prezbiterium po stronie północnej. Kościół znajduje się w ogrodzie i jest ogrodzony metalowym ogrodzeniem ze słupkami. Na zachód od kościoła, przy ulicy ks. bp. H. Bednorza 20 znajdował się dwukondygnacyjny budynek plebanii, wzniesiony z cegły.

## Galeria

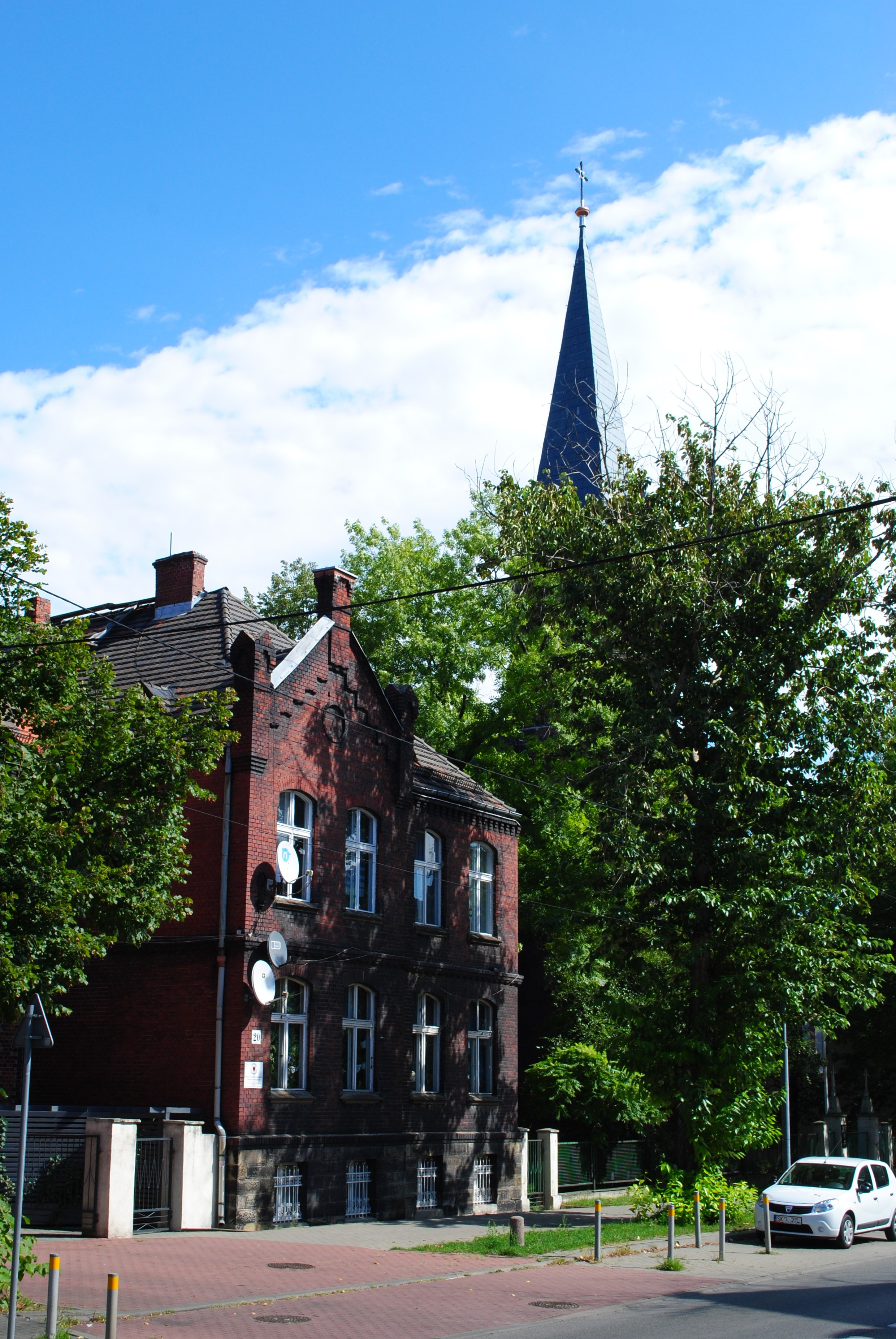
Nieistniejący budynek plebanii wraz z widoczną wieżą kościoła (2020)
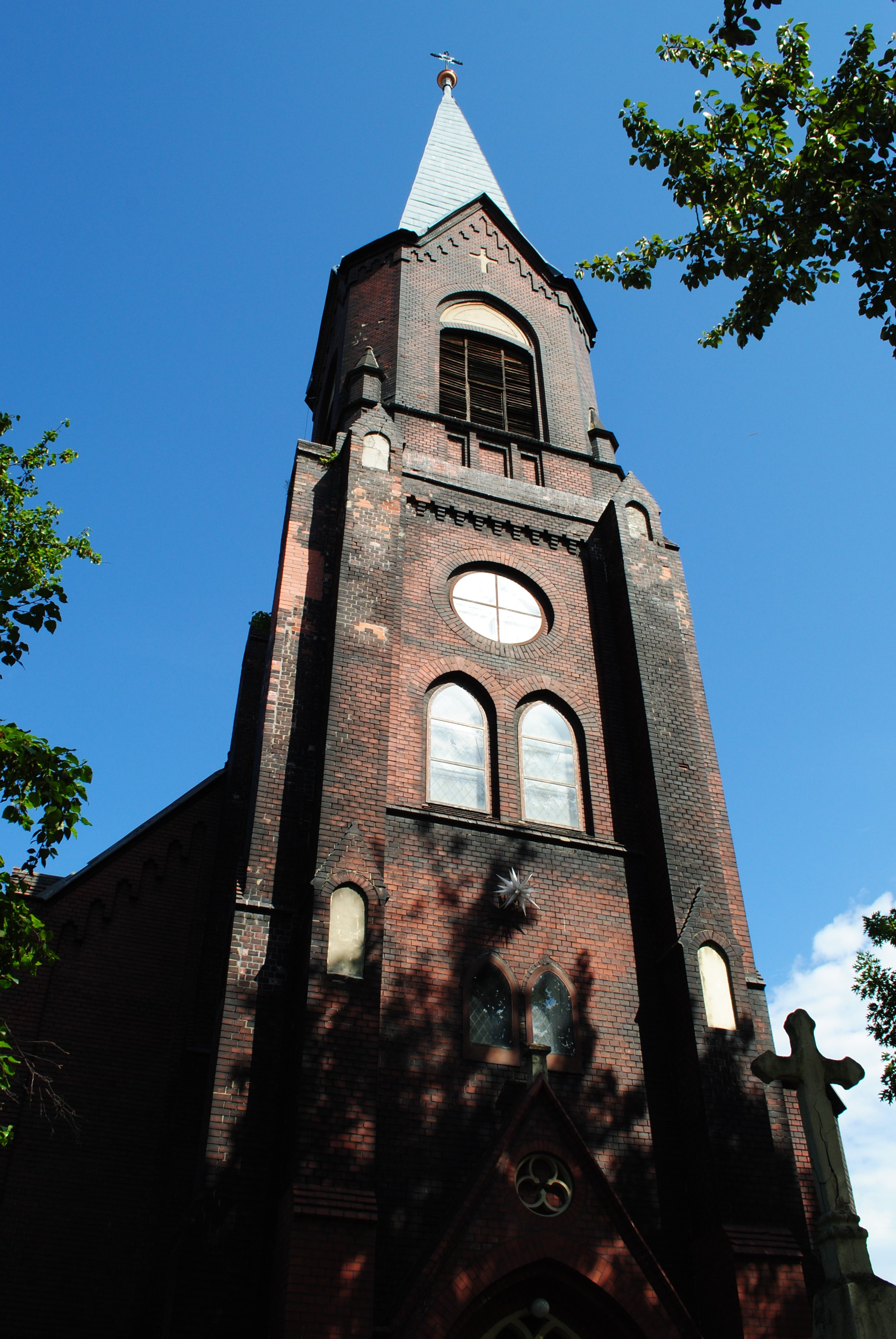
Wieża kościoła Zbawiciela (2020)
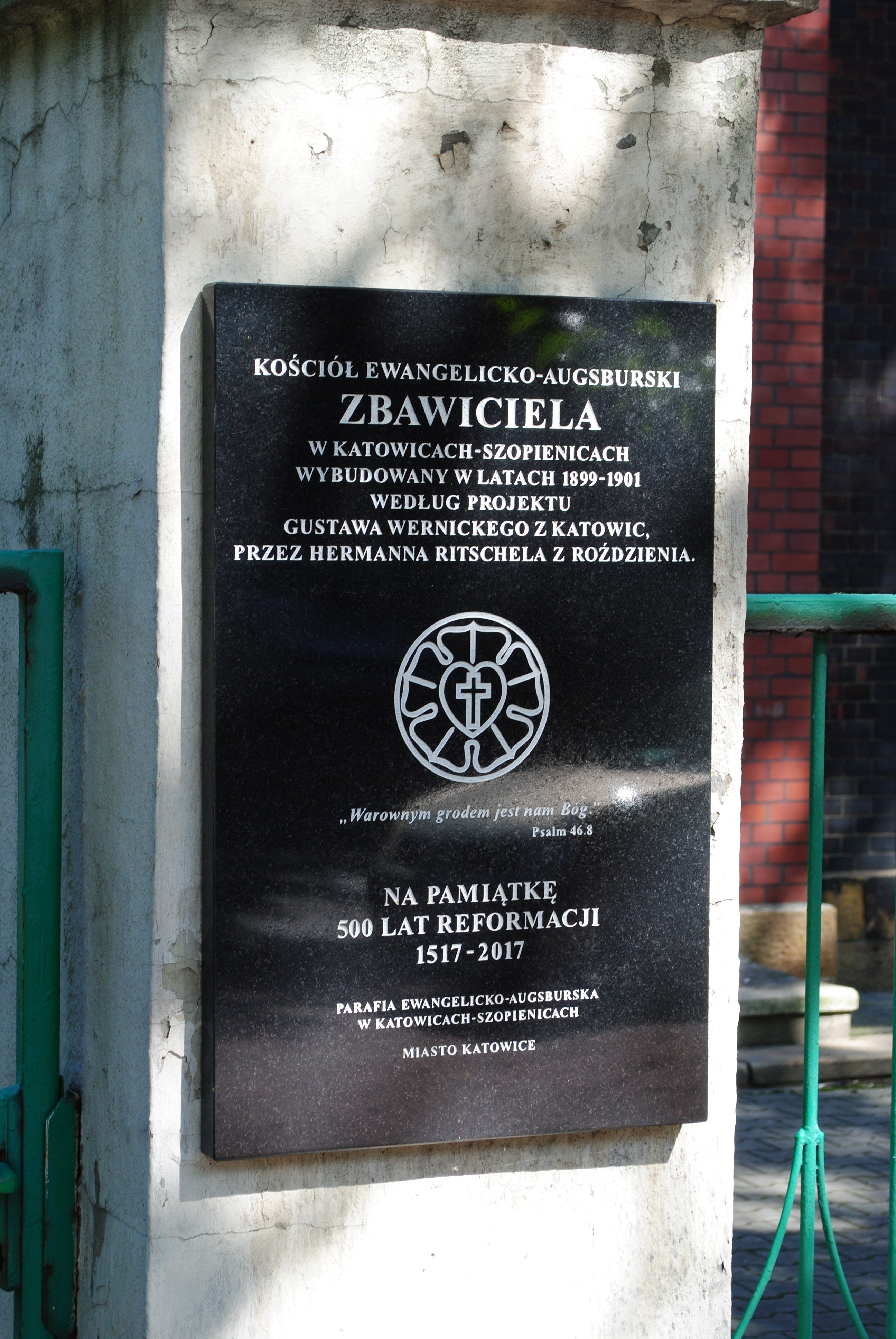
Tablica pamiątkowa, odsłonięta w 2017 roku
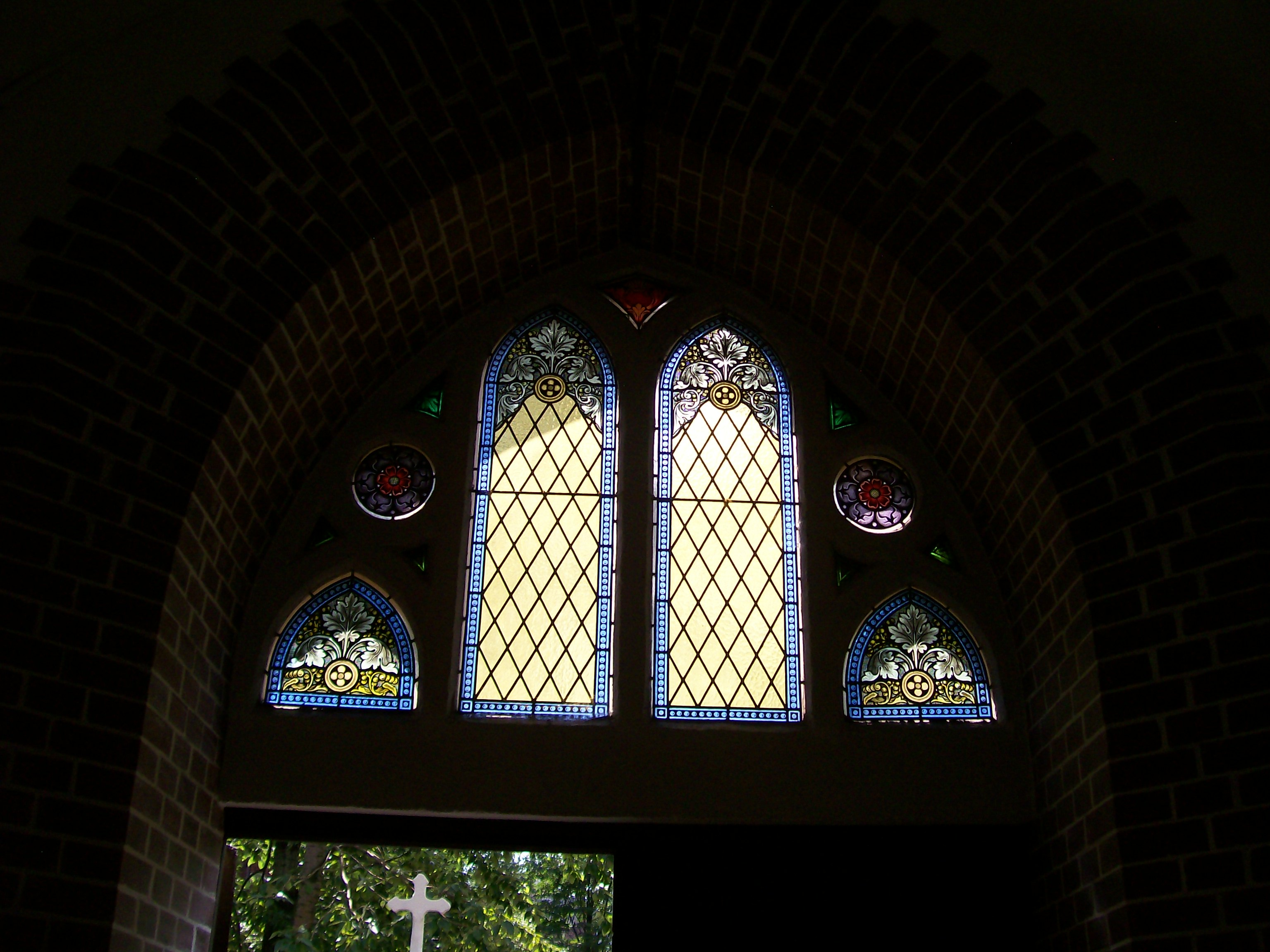
Nadświetle drzwi głównych (2010)
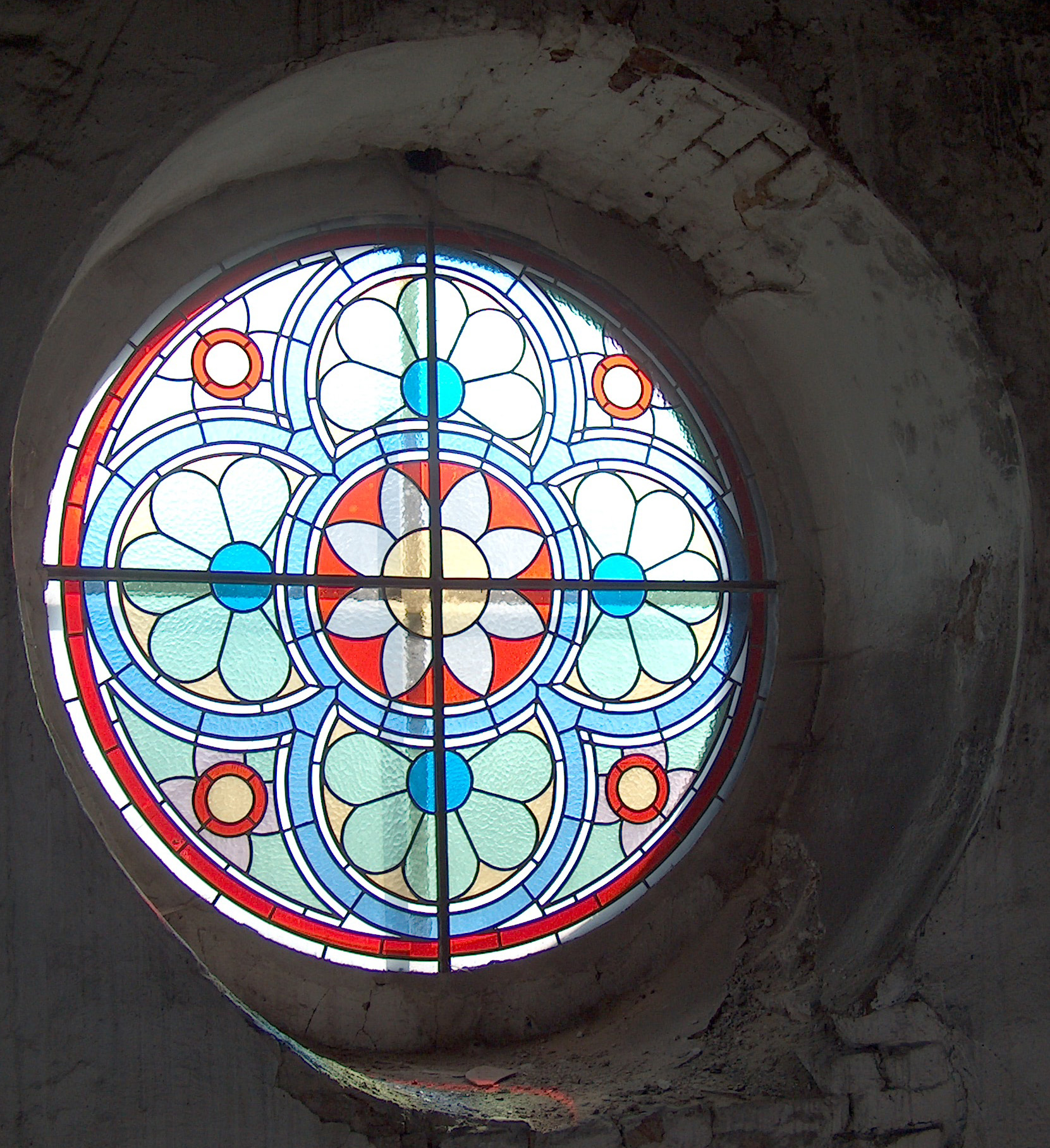
Jeden z witraży (2009)
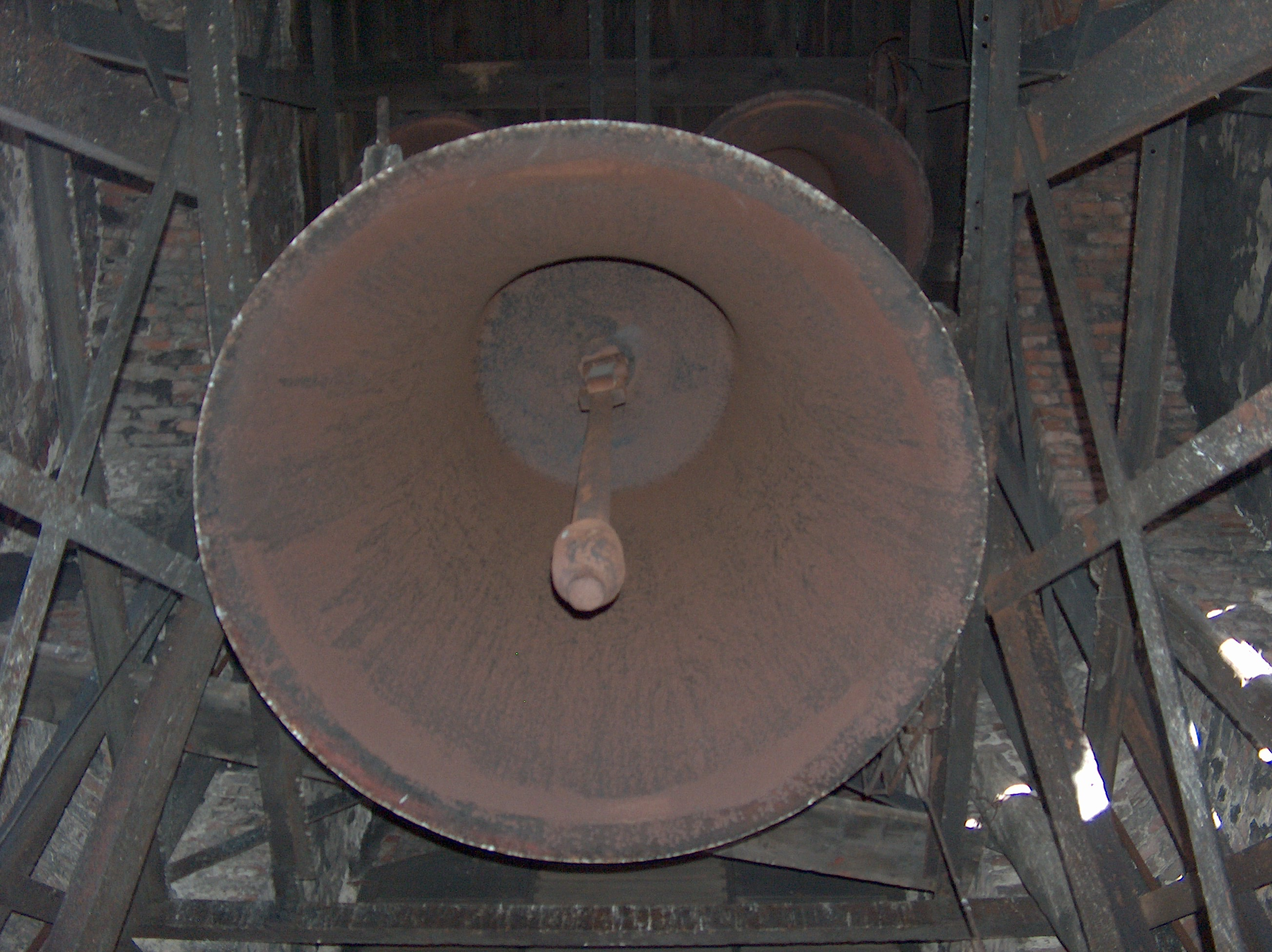
Dzwony na wieży kościoła (2009)